# Damenfriede von Cambrai
Den Damenfrieden von Cambrai handelten am 5. August 1529 Margarethe von Österreich und Luise von Savoyen aus. Sie beendeten so den Krieg der Liga von Cognac zwischen Kaiser Karl V. und König Franz I. von Frankreich. Beide Herrscher wollten nicht direkt miteinander verhandeln, weshalb sich Luise von Savoyen, die Mutter des französischen Königs Franz I., und Margarete von Österreich, die Tante Karls V., auf einen Interessenausgleich verständigten und den Vertrag unterzeichneten.
Das Abkommen beinhaltet die Bestätigung der vollen rechtlichen Gültigkeit des Vertrages von Madrid 1526. Das heißt, dass alle Bedingungen des Madrider Friedens, welcher ja von Franz I. als erzwungen und ungültig deklariert wurde, von eben jenem weiterhin erfüllt werden mussten. Dazu gehörte auch die Rückgabe von Burgund, welche von der französischen Krone vehement verweigert wurde. Allerdings, heißt es im Vertrag weiter, erkläre sich der Kaiser zum Wohle des Friedens bereit, einstweilen auf diese Rückgabe zu verzichten.
Vertragsinhalt war zudem die Freilassung der beiden sich in Madrid befindlichen Söhne Franz’ I., des zwölfjährigen Dauphins François und seines zehnjährigen Bruders Henri (des späteren Heinrich II.), gegen ein Lösegeld von zwei Millionen Soleils.
Mit diesem Frieden wurde die Vorherrschaft des Hauses Habsburg über Italien festgeschrieben. Die französische Krone verzichtete auf alle Ansprüche in Italien (Genua, Herzogtum Mailand und Königreich Neapel) und auf die Herrschaft über Flandern, das Artois und Tournai. Mailand und Neapel gelangten so unter den direkten Einfluss Karls V. Auch wurde Philibert de Chalon wieder als „Prince d’Orange“ (Fürst von Oranien) anerkannt. Frankreich sah im Gegenzug seine Ansprüche auf das Herzogtum Burgund, das schon seit 1477 in seinen Händen war, bestätigt.
Am 1. Juli 1530 wurden die königlichen Söhne, die sich  über vier Jahre als Geiseln in Spanien befunden hatten, gegen das vereinbarte Lösegeld an Frankreich zurückgegeben. Zur Bekräftigung des Vertrags fand am 7. Juli 1530 die bereits 1526 verabredete Eheschließung der Schwester des Kaisers, der Habsburgerin Eleonore von Kastilien, per procurationem mit Franz I. statt. Die eigentliche Hochzeit wurde am 7. August 1530 in Paris gefeiert.